# Трансплантація печінки
Трансплантація печінки або печінкова трансплантація — хірургічна операція, що полягає в заміні хворої печінки на здорову печінку іншої людини (алотрансплантація). Печінка є єдиним органом, що володіє здатністю до регенерації[джерело?].

## Історія
У 1958 році Френсіс Мур описав методику ортотопічної трансплантації печінки у собак.
Перша спроба трансплантації печінки людини була виконана 1 березня 1963 року американським хірургом Томасом Старлзом в Денвері, Колорадо, педіатричний пацієнт помер під час операції через неконтрольовану кровотечу.. Численні подальші спроби різних хірургів залишалися безуспішними до 1967 року, коли Старлз трансплантував 19-місячну дівчинку з гепатобластомою, яка змогла вижити більше року, перш ніж померти від метастатичного захворювання.
У 1967 році Томас Старлз вперше застосував антилімфоцитарну сироватку і зміг здійснити успішну трансплантацію печінки. До 1977 року у світі було проведено 200 подібних операцій. У цей період технічні проблеми були подолані. 1979 року Рой Калне вперше застосував циклоспорин у двох пацієнтів, яким була проведена трансплантація печінки.
В Європі перша успішна пересадка печінки була проведена в Кембридзькому університеті в 1967 році. Відтоді безперервно розроблялися нові технології трансплантації печінки від людини людині.
Програми трансплантації печінки були розпочаті в Чехії в 1983 році, в Польщі в 1990 році (дитяча), за якою виникла програма для дорослих — 1994 рік; перша трансплантація печінки в Угорщині була проведена в 1995 році, а Словаччина почала свою програму трансплантації печінки в 2008 році. Тепер[коли?] в Словаччині існує 2 центри трансплантації печінки, 1 центр в Угорщині, 6 центрів в Польщі і 2 центри в Чехії.

### Трансплантація печінки в Україні
У 1994 році в Запорізькому центрі трансплантології професор Олександр Семенович Никоненко провів першу в Україні трансплантацію печінки від померлого донора. До 2000 року в Україні було виконано 7 трансплантацій печінки, 4 з яких були успішні. 2001 року, проф. В. Ф Саєнко та О. Г. Котенко вперше в країні провели трансплантацію частини печінки від живого родича донора в Національному інституті хірургії та трансплантології імені О. О. Шалімова.
Ювілейну, 100-ту операцію з пересадки печінки в Україні здійснили фахівці Інституту хірургії та трансплантології імені О. О. Шалімова у 2012 році.

## Показання
1. Гостра печінкова недостатність
2. Вроджена атрезія жовчних шляхів (найчастіше показання для трансплантації печінки у дитячому віці)
3. Цироз печінки
4. Гепатит B
5. Гепатит C
6. Первинний біліарний холангіт (ПБХ)
7. Первинний склерозуючий холангіт (ПСХ)
8. Метаболічні захворювання
9. Полікістозна дегенерація
10. Гепатоцелюлярна карцинома
11. Неонатальний гемохроматоз

На відміну від інших органів, таких як нирки, серце або легені — замісна підтримувальна терапія (діаліз, апарат штучного кровообігу, або ЕКМО) для печінки сьогодні ще не є можливою. Таким чином, відмова хворої печінки приведе до швидкої смерті пацієнта, якщо не вдатися до трансплантації.

## Протипоказання
Абсолютні:
- ВІЛ-інфекція
- поширений первинний рак печінки
- метастази в печінці
- виражена серцева недостатність або дихальна недостатність
- алкоголізм, наркоманія
- анатомічні труднощі, які перешкоджають виконанню операції з технічного боку
- тяжкі інфекції, які неможливо вилікувати
- психічні захворювання

Відносні:
- ниркова недостатність
- первинна карцинома печінкових клітин
- гемохроматоз
- інсулінозалежний цукровий діабет

Слід зазначити, що відносні протипоказання є суперечливими.